# Icône Petrovskaïa de la Mère de Dieu
L'icône Petrovskaïa de la Mère de Dieu (en russe : Петровская икона Божией Матери) est une icône de la Vierge Marie, vénérée comme miraculeuse. La tradition considère que son auteur était le métropolite Pierre de Moscou, d'où lui vient son nom Petrovskaïa. Elle est considérée comme une des premières icônes miraculeuses de Moscou. Les orthodoxes la fêtent le 24 août (suivant le calendrier julien). L'original de l'icône est perdu. 

## Histoire
Selon la Vie du métropolite Pierre (dont la première édition remonte à 1327), ce dernier était peintre d'icône et a réalisé l'icône Petrovskaïa quand il était higoumène du monastère de la Transfiguration du Sauveur en Volhynie. L'icône est offerte au métropolite Maxime de Kiev, qui l' apporte à Vladimir, où se trouve le siège du métropolite de Kiev. Après la mort de Maxime, en 1305, débute une querelle à propos de l'emplacement du siège du métropolite de Kiev. L'icône est emportée à Constantinople par l'higoumène Geronty. Mais le patriarche Athanase Ier de Constantinople rend l'icône à Pierre, le métropolite de Kiev et de toute la Russie. Celui-ci l'installe à Vladimir, puis, en 1325, quand le siège de l'éparchie est déplacé à Moscou elle est exposée à la cathédrale de la Dormition de Moscou au Kremlin de Moscou.
D'après les sources du XVe siècle elle aurait été placée sur la tombe de Pierre de Moscou. C'est une des icônes les plus vénérées et elle était montrée aux fidèles durant les processions. Le patriarche Job prend cette icône avec lui, en même temps que celle de Notre-Dame de Vladimir et celle de La Vierge du Don, quand, en 1598, il va trouver Boris Godounov, beau-frère du tsar défunt, premier ministre pour lui demander de prendre la tête du royaume En 1613 l'icône est amenée à Kostroma à l'occasion de la montée sur le trône de Mikhaïl Fiodorovitch, à la suite de son élection

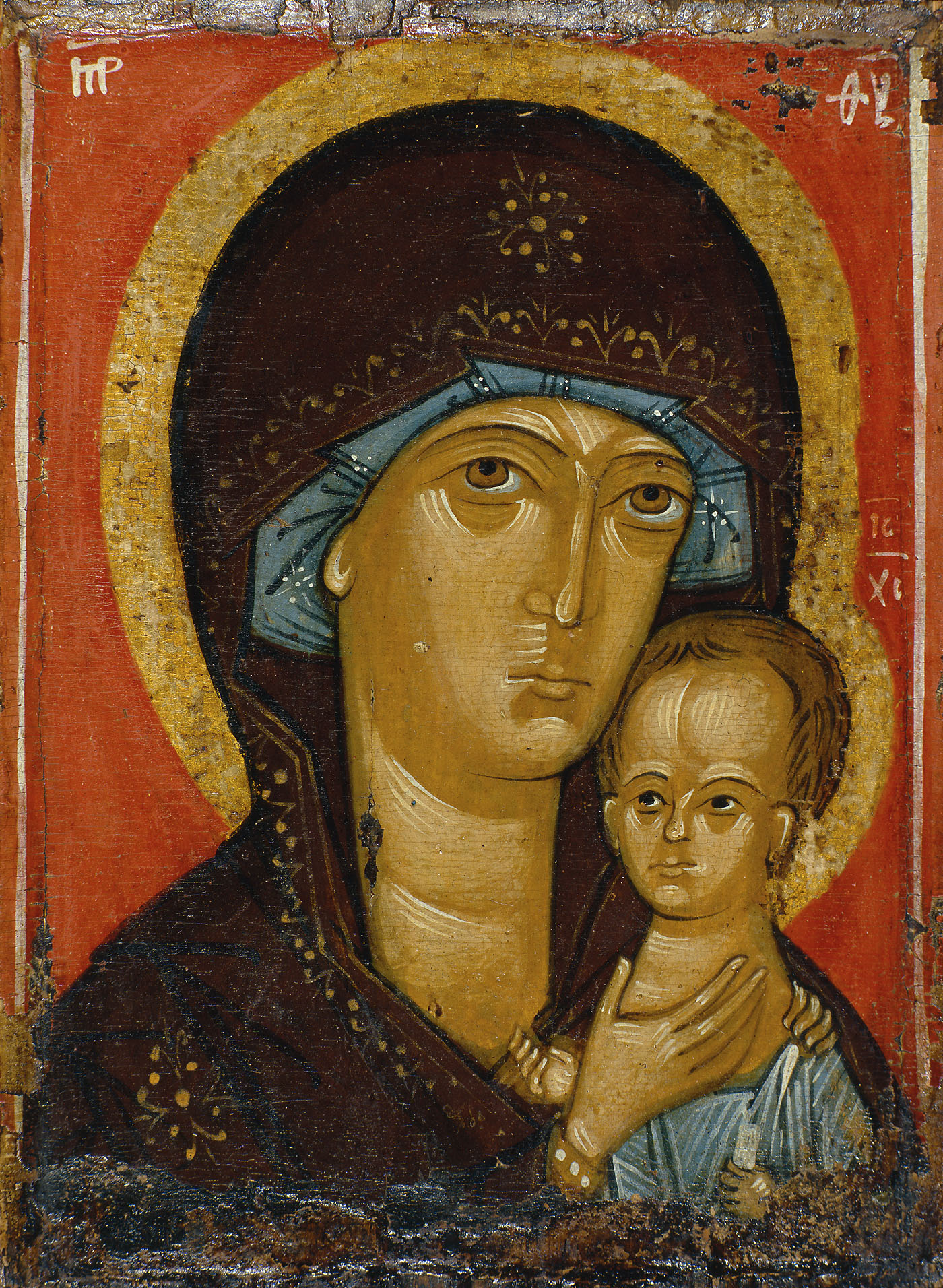
Copie de Novgorod XIVe siècle Galerie Tretiakov

À la fin du XIXe siècle, début du XXe siècle la vieille icône miraculeuse disparaît de la cathédrale. Il ne reste plus depuis qu'une petite icône (30,5 sur 24,5 cm .) d'origine indéterminée et datée de la fin du XIVe siècle, début du XVe siècle, qui se trouve dans l'iconostase côté sud de la cathédrale de la Dormition . Peut-être s'agit-il de l'ancienne icône vénérée. Plaiderait en faveur de cette thèse la copie réalisée en 1624 par Nazaire Savine, qui non seulement reprend son modèle dans les moindres détails, mais ne porte comme seule inscription que : « Petrovskaïa ».

## Liens
- Copie de Novgorod du XIVe siècle (Galerie Tretiakov, Moscou);
- Copie vénérée du XVIe siècle (Kirillov musée-réserve);
- Copie vénérée de Kalouga.